# Espen Haavardsholm
Espen Haavardsholm född 10 februari 1945 i Oslo, är en norsk författare.
Han tillhörde kretsen kring tidskriften Profil och debuterade 1966 med novellsamlingen Tidevann. På 1970-talet anslöt han sig till den marxist-leninistiska rörelsen.